# Acción Ejecutiva
Acción Ejecutiva ("Executive Action") es un criptónimo CIA que comenzó a utilizarse a principios de los 1950 para definir los asesinatos perpetrados por sus agentes. Posteriormente se expandiría a cualquier método para deshacerse de los líderes "no amistosos" con Estados Unidos.

## Desarrollo
Estas operaciones eran ejecutadas por la División D de la CIA, una subsección del Directorio de Operaciones. Las Operaciones "Executive Action" de la CIA iban desde el intento de asesinar a Fidel Castro. La administración Ford dejó fuera de la ley los asesinatos en 1976 con la Orden Ejecutiva 11905. Un artículo del Washington Post en 1989, reportó que esta regla 'secreta' era interpretada por la oficina del asesor legal del Departamento de Estado solo para el asesinato intencional de líderes extranjeros, dejando fuera de esta regla el asesinato casual de líderes extranjeros ---por ejemplo durante la confusión de un golpe o una invasión. Como esta fue una de las cuatro reglas que precedieron a la invasión norteamericana de Panamá, algunos interpretaron que esta era una luz verde para que Manuel Noriega fuera asesinado "accidentalmente".'
De forma general se considera que Acción Ejecutiva fue una operación destinada a eliminar (por cualquier método) a los líderes "no amistosos" con Estados Unidos.

## Historia
La Agencia Central de Inteligencia (CIA) fue creada en septiembre de 1947. Su rol era evaluar reportes de inteligencia y coordinar las actividades de inteligencia de los más variados departamentos gubernamentales en interés de la seguridad nacional. Richard Bissell se unió a la CIA y fue colocado a cargo del Directorato de Planes, una organización instruida para llevar a cabo operaciones anticomunistas globalmente. Su segundo a bordo era Richard Helms, quien llevó a cabo una eficaz campaña contra el Partido comunista de Italia en la postguerra ( con ayuda de la Mafia).

### Operaciones encubiertas de la CIA
El Directorato de Planes fue responsable de los que se llamaron las Black Operations de la CIA. Esto involucraba una política que más tarde se conocería como Executive Action (del idioma inglés: Executive action ‘Acción ejecutiva’) (un plan para remover líderes foráneos no amistosos del poder). Esto incluyó el Golpe de Estado en Guatemala para derrocar el gobierno de Jacobo Arbenz en 1954 después de que introdujo reformas para limitar los abusos de los norteamericanos en materias fiscales y nacionalizó la United Fruit Company.

...Ellos usaron el pretexto del anticomunismo... La verdad es muy diferente. La verdad se encuentra en los intereses comerciales de la United Fruit Company y otros monopolios que han invertido dinero en latinoamérica y temen que el ejemplo de Guatemala podría ser seguido por otros países latinoamericanos... Yo fui elegido por la mayoría de la población deGuatemala, pero he tenido que lidiar con condiciones difíciles. La verdad es que la soberanía de un pueblo no puede ser defendida sin los materiales económicos necesarios.... Asumí la Presidencia con gran fé en el sistema democrático , en la libertad y en la posibilidad de lograr mejoras económicas para  Guatemala. Continuo creyendo que mi programa es justo. Tengo fé en que no he violado las libertades democráticas, la libertad de Guatemala o cualquier producto en el que esté basado el futuro de la humanidad.
Jacobo Arbenz, en un discurso con posterioridad a ser depuesto como líder de Guatemala en 1954.

### Otros líderes depuestos
Otros líderes políticos depuestos por Acción Ejecutivo incluyen a Patrice Lumumba del Congo, al Dictador de República Dominicana Rafael Trujillo, al General Abd al-Karim Kassem de Irak (en el que participó Sadam Hussein como agente de la CIA) y Ngo Dinh Diem, el presidente títere de Vietnam del Sur. Sin embargo, su blanco principal era Fidel Castro, quien estableció un gobierno socialista en Cuba.
En marzo de 1960, el presidente de Estados Unidos Dwight Eisenhower aprobó un plan de la CIA para derrocar a Castro. El plan involucraba un presupuesto de 13 millones de dólares para entrenar una fuerza en las afueras de Cuba como guerrilla." La estrategia fue organizada por Bissell y Helms. Un estimado de 400 de oficiales de la CIA fueron empleados en lo que se conoció como Operación Mongoose, (Operación Mangosta).

### Fidel Castro
Sidney Gottlieb, que era el jefe del Equipo de Servicios Técnicos fue requerido acerca de como minar la popularidad de Castro con el pueblo cubano. Los planes incluían pulverizar un estudio de televisión con LSD además de contaminar sus zapatos con Talio lo que causaría que su pelo y barba cayeran hasta dejarlo lampiño.
Estos esquemas fallaron y entonces Bissell decidió asesinar a Fidel Castro. En septiembre de 1960, Richard Bissell y Allen Dulles, director de la CIA, iniciaron conversaciones con dos figuras señeras de la mafia, Johnny Roselli y Sam Giancana. Más tarde otros jefes del crimen como Carlos Marcello, Santo Trafficante y Meyer Lansky, se involucraron en este complot contra Castro.
Robert Maheu, un veterano de las actividades de la CIA de contraespionaje, fue instruido para ofrecerle a la Mafia 150 mil dólares para asesinar a Fidel Castro. La ventaja de emplear a la mafia para este trabajo es que daba a la CIA una excusa necesaria. La Mafia estaba indignada con Castro por cerrarles hoteles y casinos muy lucrativos. Si los asesinos eran capturados o muertos, los medios aceptarían que la mafia estaba cobrando su propia venganza y el gobierno norteamericano no se vería involucrado.
El FBI había entrado en este plan como parte de los tratos de protección en las investigaciones contra la mafia en los Estados Unidos. Castro más tarde sabría de estos 220 atentados de la mafia apoyados por la CIA en su contra. Eventualmente Johnny Roselli y sus amigos se convencerían de que la revolución cubana no se revertiría por el simple asesinato de su líder. Sin embargo, seguiría jugando en este complot de la CIA para prevenir persecuciones legales en los Estados Unidos. La mafia siempre ha sido más pragmática que las oficinas federales de los Estados Unidos.
Cuando John F. Kennedy reemplazó a Dwight Eisenhower como presidente de Estados Unidos fue informado acerca de los planes CIA para invadir Cuba. Kennedy tenía sus dudas acerca de esta aventura pero estaba temeroso de ser tratado como blando con el comunismo si no lo permitía. Los asesores de Kennedy (todos Skull & Bones) lo convencieron de que Fidel Castro era un líder impopular y que una vez comenzada la invasión, el pueblo cubano recibiría excelentemente a las fuerzas mercenarias entrenadas por la CIA. Muchos de los asesores tenían intereses directos o indirectos en Cuba (a través del Grupo Suite 8-F).
El 14 de abril de 1961, aviones de ataque B-26 empezaron a bombardear los aeródromos de Cuba, no sin antes hacer una maniobra de desinformación. Dos de los B-26 pintados con las insignias de Castro aterrizaron en Miami simulando ser desertores. Después de los ataques, Cuba quedó con ocho aviones y siete pilotos. Dos días después cinco transportes trasladando 1.400 exiliados cubanos llegaron a Bahía de Cochinos. El ataque fue una falla total. Dos de las naves fueron hundidos incluyendo el barco que llevaba la mayoría de los suministros y dos de los aviones que intentaban dar cobertura aérea fueron derribados también. Dentro de las siguientes 72 horas todas las tropas invasoras estaban muertas, heridas o rendidas.
En febrero de 1962, el FBI fue advertido de este complot de la CIA para asesinar a Fidel Castro. Cuando Robert Kennedy, fiscal general de Estados Unidos supo acerca de estos complot estaba furioso. Se volvió contra Richard Helms por no informarle acerca de estos complotes, y por usar los mismos mafiosos que él trataba de perseguir. Sin embargo, Kennedy no puso fin a la operación. Solo insistió en que se le mantuviera informado del desarrollo del proyecto.
En abril de 1962, William Harvey asumió el control de la Operación ZRRIFLE. Le contó a Johnny Roselli que Santo Traficante y Sam Giancana no participaban más en el proyecto de asesinato de Castro. Ted Shackley, el nuevo jefe de JMWAVE, también empezó a jugar un importante rol en la planificación del asesinato.
En febrero de 1963, William Harvey fue despedido como jefe del proyecto ZR/RIFLE siendo enviado a Italia como Jefe de la Estación CIA en Roma. Harvey estaba convencido de que Robert Kennedy había sido el responsable de su remoción. Un amigo de Harvey decía que "odiaba a Bobby Kennedy hasta los intestinos con pasión púrpura".
El 22 de noviembre de 1963, el presidente de Estados Unidos John F. Kennedy fue asesinado. Teorías comenzaron a circular en las que jefes mafiosos como Johnny Roselli, Santo Trafficante Jr., Carlos Marcello y Sam Giancana, estaban involucrados en el crimen. Algunos agentes CIA, tales como David Atlee Phillips, William Harvey y David Morales fueron también implicados en la conspiración.

### Salvador Allende
En 1970 estaba claro que Salvador Allende y su coalición de partidos basadas en el Partido Socialista podía ganar las elecciones presidenciales en Chile. Varias compañías multinacionales , que incluían a la International Telephone and Telegraph (ITT), temían que tras el triunfo de Allende ganara el control del país total. Richard Helms accedió a usar fondos suministrados por estas compañías para que los partidos de derecha de Chile ganaran poder pero cuando esta estrategia falló, Nixon ordenó a Helms ayudar a los militares chilenos a derrocar a Allende. El martes 11 de septiembre de 1973 , un golpe militar y naval derrocó al gobierno de Allende. Allende se suicidó en el Palacio Presidencial de Santiago y una Junta Militar liderada por el General Augusto Pinochet lo reemplazó.

## Comienzan las investigaciones
En 1975 el Comité de relaciones exteriores del Senado comenzó a investigar a la CIA. El Senador Stuart Symington preguntó a Richard Helms si la CIA había estado involucrada en el derrocamiento de Salvador Allende. Helms replicó que no. Además afirmó no haber pasado dinero a los opositores a Allende.
Investigaciones por el inspector general de la CIA y la de Frank Church y su Comité Selecto en Actividades de Inteligencia demostraron que Hems había mentido al Comité del Senado. También descubrieron que Helms había estado involucrado en espionaje doméstico en Estados Unidos y en el asesinato de Patrice Lumumba, del General Abd al-Karim Kassem y de Ngo Dinh Diem. En 1977 Helms fue encontrado culpable de mentirle al Congreso y recibió una condena suspendida de dos años de prisión .